# WM Motor
Weltmeister (chinois : 威马汽车) est une marque chinoise de voitures électriques appartenant à WM Motor Technology Co Ltd, une entreprise automobile basée à Shanghai spécialisée dans la création de véhicules électriques à batterie (BEV).

## Historique
La première voiture de série, la EX5, est lancée mai 2018 au Salon de l'auto de Pékin, avec des livraisons commençant en septembre 2018. Les investisseurs de WM comprennent les sociétés technologiques chinoises Baidu et Tencent.

## Outil de production

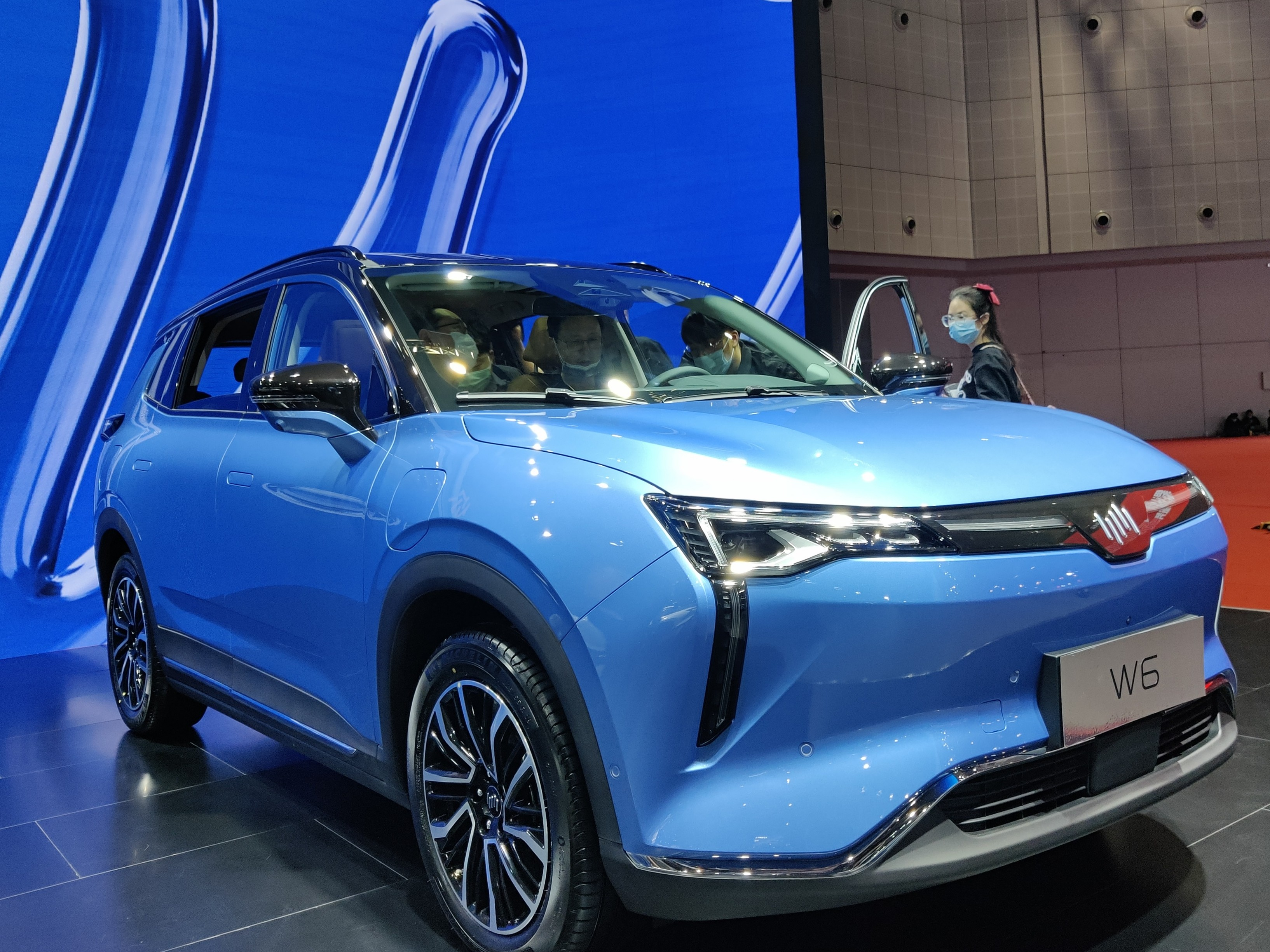
Weltmeister W6.

Les véhicules Weltmeister sont fabriqués dans l'usine de fabrication de WM Motor à Wenzhou, province du Zhejiang, qui a une capacité annuelle de 100 000 unités. WM Motor possède également des installations de R&D (recherche et développement) en Chine, en Allemagne et aux États-Unis. En octobre 2023, WM Motor a déposé une demande de pré-restructuration alors que l'entreprise avait du mal à trouver des liquidités.